# Phoboscincus
Genre
Phoboscincus est un genre de sauriens de la famille des Scincidae.

## Répartition
Les espèces de ce genre sont endémiques de Nouvelle-Calédonie.

## Liste des espèces
Selon The Reptile Database (23 novembre 2012) :
- Phoboscincus bocourti (Brocchi, 1876)
- Phoboscincus garnieri (Bavay, 1869)

## Publication originale
- Greer, 1974 : The generic relationships of the scinicid lizards genus Leiolopisma and its relatives. Australian Journal of Zoology Supplementary Series, no 31, p. 1-67.